# Jeff Lang

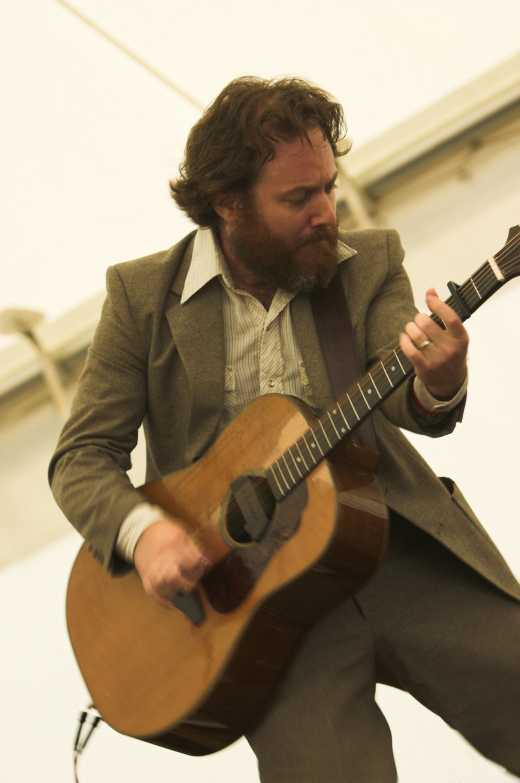
Jeff Lang in 2007

Jeff Lang (7 november 1969) is een Australische zanger en slidegitarist. Hij is een van de grootste artiesten die teruggrijpen op de Australische muziektraditie, waaronder folk, blues en rock. Zijn muziek is sterk beïnvloed door het folkgenre uit het zuiden van de Verenigde Staten maar gaat vergezeld van typisch Australische teksten. Lang bespeelt verschillende typen gitaar, zowel standaard- als slidegitaren. Ook speelt hij banjo en drums. Langs album Native Dog Creek uit 1996 werd verkozen tot beste Australische bluesalbum in een opiniepeiling onder lezers van het Australische tijdschrift Rhythms en zijn samenwerking met Bob Brozman in 2002 leverde een ARIA Award op (het Australische equivalent van een Grammy) voor beste blues- en rootsalbum.

## Discografie
- Dislocation Blues (met Chris Whitley)
- You Have to Dig Deep to Bury Daddy
- Whatever Makes You Happy
- No Point Slowing Down
- Live At The Basement DVD
- Everything is Still
- Disturbed Folk Vol. 2
- Cedar Grove
- A Crowd in Every Face
- Native Dog Creek
- Disturbed Folk
- Ravenswood
- The Silverbacks
- Real Scars
- 96 Tour Pressie CD
- Live at the Vineyard
- Chimeradour [2009]